# Canton de Joinville-le-Pont
Le canton de Joinville-le-Pont est une ancienne division administrative française située dans le département du Val-de-Marne et la région Île-de-France.
Le canton est supprimé lors du redécoupage cantonal de 2014 en France, et son territoire est intégré dans le canton de Charenton-le-Pont.

## Géographie
Le territoire du canton de Joinville-le-Pont correspond entre 1976 et 2015 aux limites de la commune de Joinville-le-Pont.

## Histoire

### Département de la Seine
La commune de La Branche-du-Pont-de-Saint-Maur est d’abord rattachée au canton de Vincennes en 1793, alors dans le département de Paris. En 1801, la commune rejoint le canton de Charenton-le-Pont, dans le même territoire, renommé département de la Seine.
Rebaptisée Joinville-le-Pont en 1831, la commune rejoint en 1893 le canton de Saint-Maur.
Le premier canton portant le nom de Joinville-le-Pont, où est fixé son chef-lieu, est créé en 1959 . C’est le 40e canton de la Seine. Il comprend la commune de Joinville et les quartiers du Vieux Saint-Maur et du Pont de Créteil de la commune de Saint-Maur-des-Fossés.
Lors des élections des 8 et 15 mars 1959, Georges-Maurice Defert, maire de Joinville-le-Pont (divers droite), est élu conseiller général au second tour en obtenant 52,8 % des suffrages face à Bideaux (PCF), 33,7 % et Porquet (SFIO), 13,7 %. Son mandat, qui aurait dû se terminer en 1965, est prolongé jusqu’à la disparition du conseil général de la Seine en 1967.

### Département duVal-de-Marne
Lors de la constitution du département du Val-de-Marne par la loi du 10 juillet 1964, un nouveau canton de Joinville-le-Pont est institué par le décret du 20 juillet 1967. C’est le 31e canton de la nouvelle entité qui est composée alors 33 cantons. Il comprend la commune de Joinville-le-Pont et une partie de celle de Champigny-sur-Marne. Le chef-lieu est toujours fixé à Joinville-le-Pont.
Les premières élections ont lieu les 29 septembre et 1er octobre 1967. Le mandat n’est que de trois ans, le renouvellement ayant lieu les 8 et 15 mars 1970.
Les limites du canton sont modifiées avant le scrutin de 1976 par le décret n°76-77 du 20 janvier 1976. Le canton ne comprend plus, à partir de cette date, que la commune de Joinville-le-Pont. C’est alors un des cantons les moins peuplés du Val-de-Marne.
Un nouveau découpage territorial du Val-de-Marne entré en vigueur à l'occasion des premières élections départementales suivant le décret du 17 février 2014. Les conseillers départementaux sont, à compter de ces élections, élus au scrutin majoritaire binominal mixte. Les électeurs de chaque canton élisent au Conseil départemental, nouvelle appellation du Conseil général, deux membres de sexe différent, qui se présentent en binôme de candidats. Les conseillers départementaux sont élus pour 6 ans au scrutin binominal majoritaire à deux tours, l'accès au second tour nécessitant 12,5 % des inscrits au 1er tour. En outre, la totalité des conseillers départementaux est renouvelée. Ce nouveau mode de scrutin nécessite un redécoupage des cantons dont le nombre est divisé par deux avec arrondi à l'unité impaire supérieure si ce nombre n'est pas entier impair, assorti de conditions de seuils minimaux. Dans le Val-de-Marne le nombre de cantons passe ainsi de 49 à 25.
Dans ce cadre, la commune de Joinville-le-Pont est incluse avec :
- Charenton-le-Pont et Saint-Maurice (qui formaient l’ancien canton de Charenton-le-Pont)
- ainsi qu’avec une partie de Nogent-sur-Marne (autrefois rattachée au canton de Nogent-sur-Marne)

dans le nouveau canton n° 5 du Val-de-Marne, qui reprend le nom de canton de Charenton-le-Pont.
Il faut remarquer que Charenton-le-Pont et Saint-Maurice sont rattachées à l’arrondissement de Créteil, tandis que Joinville-le-Pont et Nogent-sur-Marne font partie de l’arrondissement de Nogent-sur-Marne.

## Administration
| Période           | Période           | Identité                       | Étiquette             | Qualité |
| ----------------- | ----------------- | ------------------------------ | --------------------- | --- |
| 1967              | 1975 (décès)      | Georges-Maurice Defert         | CD                    | Menuisier, Maire de Joinville-le-Pont (1953 → 1975) Décédé en fonction                                      |
| 1976              | 1982              | Jean-Pierre Garchery           | CNI                   | Maire de Joinville-le-Pont (1975 → 1977)                                                                    |
| 1982              | 2001              | Pierre Aubry                   | RPR                   | Maire de Joinville-le-Pont (1983 → 2008) Député du Val-de-Marne (1997 → 2002)                               |
| 2001,             | 2002 (annulation) | Marie-Paule Peyre-de-Fabrègues | DVD                   | Maire-adjointe de Joinville-le-Pont Élection annulée en 2002                                                |
| 1er décembre 2002 | 2008              | Pierre Aubry                   | DVD puis RPR puis UMP | Directeur de société retraité Maire de Joinville-le-Pont (1983 → 2008) Député du Val-de-Marne (1997 → 2002) |
| 2008              | 2015              | Georges Nérin                  | UMP                   | Chef d'entreprise                                                                                           |

## Composition

### Période 1967 - 1976
Le canton était constitué, selon la toponymie de l'époque, par : 
« a) La commune de Joinville-le-Pont ;
b) La partie de la commune de Champigny-sur-Marne délimitée au Nord par l'avenue Roger-Salengro (non incluse), la voie ferrée jusqu'à la Marne ».

### Période 1976 - 2015
Le canton ne comprend plus que la commune de Joinville-le-Pont.
| Communes          | Population (2012) | Code postal | Code Insee |
| ----------------- | ----------------- | ----------- | ---------- |
| Joinville-le-Pont | 17 177            | 94340       | 94042      |

## Démographie
Démographie du canton, dans sa composition 1976 - 2015
| 1962   | 1968   | 1975   | 1982   | 1990   | 1999   | 2006   | 2007   | 2011   |
| ------ | ------ | ------ | ------ | ------ | ------ | ------ | ------ | ------ |
| 17 797 | 17 467 | 17 608 | 16 934 | 16 657 | 17 117 | 17 177 | 17 303 | 17 953 |